# Suzaki Kyohei
Kyohei Suzaki (sinh ngày 21 tháng 6 năm 1989) là một cầu thủ bóng đá người Nhật Bản.

## Sự nghiệp câu lạc bộ
Kyohei Suzaki đã từng chơi cho Júbilo Iwata và FC Gifu.